# Yōko Sugi
Yōko Sugi (杉葉子 Sugi Yōko?, Tokio, 8 de octubre de 1928 – Tokio, 15 de mayo de 2019) fue una actriz japonesa activa principalmente en la década de 1950. A lo largo de su carrera apareció en películas de algunos de los más influyentes directores japoneses, como: Mikio Naruse, Kinuyo Tanaka y Tadashi Imai.

## Biografía
Sugi nació el 28 de octubre de 1928 en lo que hoy es el barrio tokiota de Bunkyō, Japón. En 1945 se graduó en una escuela secundaria japonesa en Shanghái donde su familia se había mudado por motivos laborales.
Después de regresar a Japón en 1947, audicionó en el concurso «Nuevas caras» del estudio Tōhō y consiguió un contrato. Rápidamente ganó notoriedad por sus actuaciones en películas que tratan sobre la transición de la niñez a la adultez, particularmente en Montañas azules (1949) de Tadashi Imai. Apareció en varias películas de Mikio Naruse como El almuerzo (1951), Marido y mujer (1953) —el único papel protagónista de Sugi en una película de Naruse, en reemplazo de Setsuko Hara— y La voz de la montaña (1954). También apareció en varias películas de la directora y actriz Kinuyo Tanaka, como en: Pechos eternos y La luna se levanta (ambas de 1955).
En 1962, se casó con un estadounidense, se retiró de la industria del entretenimiento y se mudó a los Estados Unidos, donde trabajó en el Hotel New Otani en Los Ángeles. Regresó ocasionalmente a Japón y apareció en algunas películas como en Los años del crepúsculo (1973) de Shirō Toyoda, basada en una novela de Sawako Ariyoshi, donde interpretó a una mujer que cuida a su suegro senil. En 2005 la Agencia para Asuntos Culturales la nombró Enviada Cultural Japonesa en los Estados Unidos.
Sugi regresó a Japón en 2017, donde murió el 15 de mayo de 2019 de un cáncer de colon en Tokio.

## Filmografía parcial
A lo largo de su carrera como actriz, que se prolongó entre 1948 y 1994, apareció en unas setenta películas.

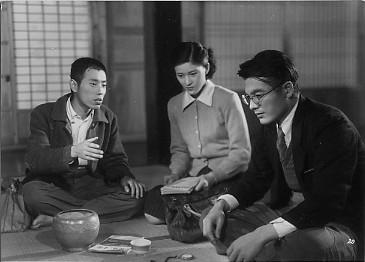
Isao Kimura, Yōko Sugi y Eiji Okada en Escuela de ecos (1952).

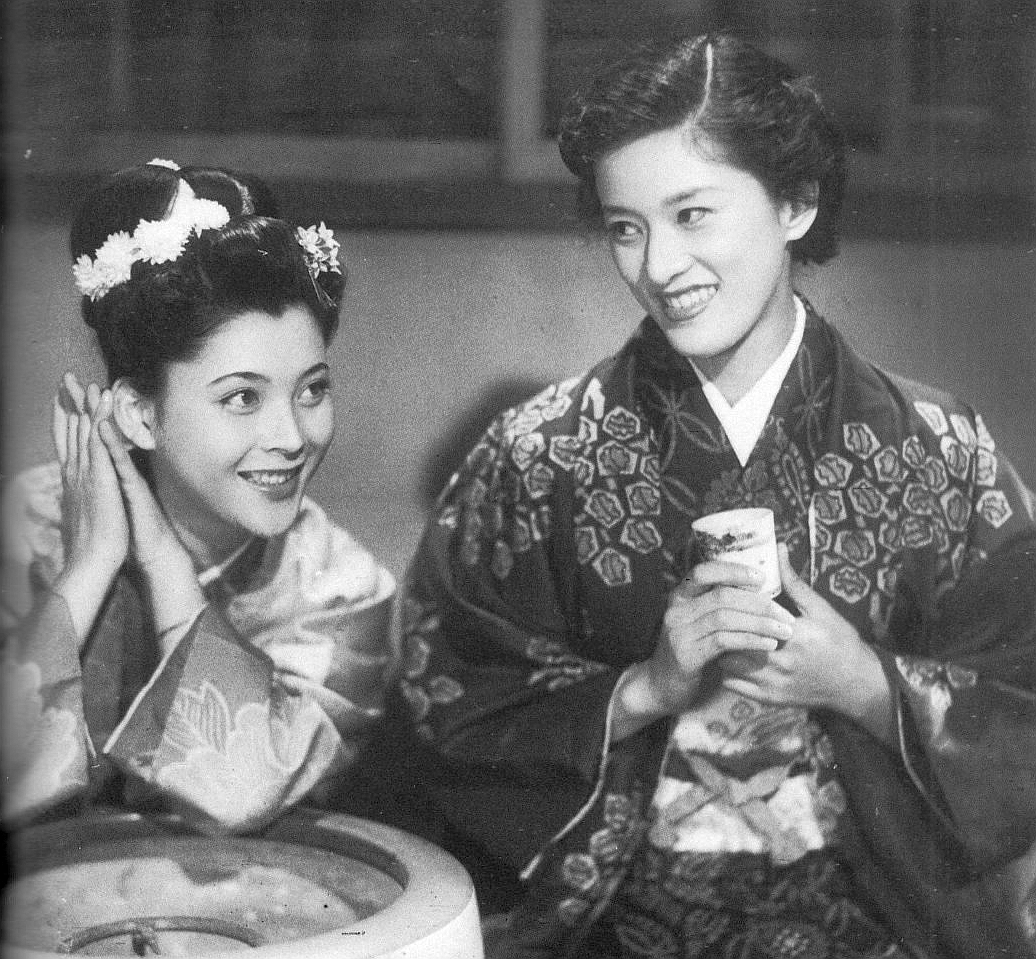
Mariko Okada y Yōko Sugi en Marido y mujer (1953).

| Año  | Título original            | Título en español                               | Papel           | Director        |
| ---- | -------------------------- | ----------------------------------------------- | --------------- | --------------- |
| 1949 | Aoi sanmyaku               | Montañas azules                                 | Shinko Terazawa | Tadashi Imai    |
| 1950 | Ishinaka sensei gyōjōki    | Informe sobre la conducta del profesor Ishinaka | Mariko          | Mikio Naruse    |
| 1951 | Meshi                      | El almuerzo                                     | Mitsuko Murata  | Mikio Naruse    |
| 1952 | Tôkyô no koibito           |                                                 | Harumi          | Yasuki Chiba    |
| 1952 | Yamabiko gakkô             | Escuela de ecos                                 |                 | Tadashi Imai    |
| 1953 | Fūfu                       | Marido y mujer                                  | Kikuko          | Mikio Naruse    |
| 1954 | Yama no Oto                | La voz de la montaña                            | Hideko Tanizaki | Mikio Naruse    |
| 1954 | Onna no Koyomi             |                                                 | Kuniko Hyūga    | Seiji Hisamatsu |
| 1955 | Chibusa yo eien nare       | Pechos eternos                                  | Kinuko          | Kinuyo Tanaka   |
| 1955 | Tsuki wa noborinu          | La luna se levanta                              | Ayako           | Kinuyo Tanaka   |
| 1956 | Tsuma no kokoro            | Secreto de esposa                               | Yumiko          | Mikio Naruse    |
| 1957 | Waga mune ni niji wa kiezu | Un arcoíris juega en mi corazón                 | Seiko Muromachi | Ishirô Honda    |
| 1973 | Kôkotsu no hito            | Los años del crepúsculo                         |                 | Shirō Toyoda    |
| 1994 | Picture Bride              | La foto del compromiso                          | Tía Sode        | Kayo Hatta      |